# Brachyctenistis planilineata
Brachyctenistis planilineata là một loài bướm đêm trong họ Geometridae.